# Abd-ar-Rafi (nom)
Abd-ar-Rafi és un nom masculí teòfor àrab islàmic (àrab: عبد الرافع, ʿAbd ar-Rāfiʿ) que literalment significa ‘Servidor de Qui eleva’, essent «Qui eleva» un dels epítets de Déu. Si bé Abd-ar-Rafi és la transcripció normativa en català del nom en àrab clàssic, també se'l pot trobar transcrit Abdul Rafi... normalment per influència de la pronunciació dialectal o seguint altres criteris de transliteració. Com a teòfor, també el duen molts musulmans no arabòfons que l'han adaptat a les característiques fòniques i gràfiques de la seva llengua.